# Minh Luân
Phạm Minh Luân (sinh ngày 11 tháng 8 năm 1985), thường được biết đến với nghệ danh Minh Luân, là một nam ca sĩ kiêm diễn viên người Việt Nam. 
Anh có những vai diễn ghi đậm dấu ấn của anh trong lòng khán giả như: Trọng Khang trong "Đối mặt", Trọng Lưu trong "Ánh sáng thiên đường", Kiệt trong "Thề không gục ngã", Nam trong "Ở rể", Gia Nguyên trong "Mật mã chuông gió".

## Tiểu sử và sự nghiệp
Minh Luân tên đầy đủ là Phạm Minh Luân, sinh ngày 11 tháng 8 năm 1985. Anh sinh ra và lớn lên tại Đồng Tháp. Sau khi tốt nghiệp trung học, anh lên Thành Phố Hồ Chí Minh thi đại học và đã đổ thủ khoa trường Cao đẳng sân khấu điện ảnh. Đến nay, Minh Luân đã tham gia khoảng 100 bộ phim và đã tạo dựng được chỗ đứng trong làng giải trí Việt. Với số tiền cát sê sau mỗi bộ phim Minh Luân dùng để xây nhà cho bố mẹ ở quê, anh đã tậu một chiếc xế hộp và thường xuyên quyên góp, tham gia các hoạt động từ thiện ở Đồng Tháp.
Năm 2002, Minh Luân lên Thành Phố Hồ Chí Minh để tham dự kỳ thi tuyển sinh đại học. Anh có ý định thì vào công an nhưng vì bạn bè rủ rê nên anh đã đi theo con đường người mẫu và thi đỗ thủ khoa trường cao đẳng sân khấu điện ảnh. Khi còn đi học, Minh Luân đã tranh thủ đi làm thêm ở các cửa hàng ăn, quán cafe... để kiếm tiền trang trải cuộc sống. Sau khi tốt nghiệp, Minh Luân xin vào phụ diễn tại sân khấu Phú Nhuận và từ đó anh bén duyên với nghệ thuật.
Với gương mặt điển trai sáng sân khấu và chiều cao lý tưởng, Minh Luân đang chiếm được cảm tình của khán giả Việt Nam. Mặc dù khá nổi tiếng nhưng anh lại chọn cho mình cách sống bình lặng, anh ít xuất hiện trên các mặt báo và đặc biệt anh không muốn gầy ồn ào để đánh bóng tên tuổi.

## Đời tư
Minh Luân từng có mối tình sâu đậm cùng diễn viên Dương Cẩm Lynh nhưng cả 2 đã chia tay năm 2012. Hiện tại, anh đang hẹn hò với nữ ca sĩ Thiên Hương (sinh năm 1993). Cô từng được khán giả yêu mến gọi với biệt danh "thiên thần Bolero" khi tham gia cuộc thi Duyên dáng Bolero 2018 và đạt thành tích Top 4 chung cuộc. Minh Luân chia sẻ, cả hai đã lên kế hoạch kết hôn năm 2020, nhưng do dịch bệnh nên đành hoãn lại. Minh Luân tâm sự hôn nhân là chuyện trọng đại nên anh muốn tổ chức thật chỉn chu và sẽ có nhiều bạn bè đến chung vui. Nam diễn viên Lời nguyền lúc 0 giờ tiết lộ anh dự định sẽ tổ chức đám cưới và có con trong năm 2021.

## Phim đã tham gia

### Phim truyền hình
| Năm  | Tựa Phim             | Vai diễn       | Đạo diễn                 | Kênh   | Nguồn |
| ---- | -------------------- | -------------- | ------------------------ | ------ | ----- |
| 2008 | Tình yêu pha lê      | Dũng           | Xuân Cường               | HTV7   |       |
| 2008 | Cỏ đuôi gà           | Phan Đông      | Đặng Lưu Việt Bảo        | HTV9   |       |
| 2008 | Dòng sông định mệnh  | Út Tường       | Châu Huế                 | HTV9   |       |
| 2009 | Tình án              | Thơ toán Thanh | Võ Việt Hùng             | HTV9   |       |
| 2009 | Sóng tình            | Tuấn           | Xuân Cường               | HTV9   |       |
| 2009 | Tân phong nữ sĩ      | Vĩnh Xuân      | Võ Việt Hùng             | HTV9   |       |
| 2009 | Mùa thu đi một nửa   | Quang Hạ       | Võ Việt Hùng             | HTV9   |       |
| 2010 | Anh em nhà bác sĩ    | An Hùng        | Nguyễn Minh Cao          | THVL1  |       |
| 2010 | Kính thưa osin       | Trịnh Phong    | Trần Cảnh Đôn            | HTV2   |       |
| 2010 | Đối mặt              | Trọng Khang    | Nguyễn Quang - Đăng Khoa | HTV7   |       |
| 2010 | Vó ngựa trời Nam     | Năm Thọ        | Lê Cung Bắc              | HTV7   |       |
| 2011 | Pha lê không dễ vỡ   | Đức Trọng      | Trương Dũng              | VTV9   |       |
| 2011 | Sai lầm              | Luân           | Lê Ngọc Linh             | SCTV14 |       |
| 2011 | Đôi mắt ân tình      | Trần Minh      | Xuân Cường - Quốc Hùng   | THVL1  |       |
| 2011 | Yêu lần nữa          | Thanh Hoàng    | Lý Khắc Lynh             | HTV7   |       |
| 2011 | Ở rể                 | Nam            | Đặng Thái Huyền          | HTV7   |       |
| 2012 | Làn môi trong mưa    |                | Đỗ Đức Thịnh             | VTV6   |       |
| 2012 | Khoảnh khắc tình cờ  | Hiển           | Nguyễn Mạnh Hà           | VTV9   |       |
| 2013 | Trúng số tình        |                | Trần Ngọc Giàu           | VTV9   |       |
| 2013 | Nữ hoàng cà phê      | Thạch Bình     | Võ Việt Hùng             | HTV7   |       |
| 2013 | Bờ bến lạ            | Trung          | Đinh Đức Liêm            | VTV9   |       |
| 2013 | Quý bà lắm chiêu     | Công           | Nguyễn Mạnh Hà           | SCTV14 |       |
| 2013 | Trò chơi định mệnh   | Minh Khang     | Lê Hoài Vũ               | SCTV14 |       |
| 2013 | Chạy trốn tình yêu   | Minh Luân      | Nguyễn Mạnh Hà           | HTV9   |       |
| 2013 | Mật mã chuông gió    | Gia Nguyễn     | Trương Dũng              | HTV9   |       |
| 2014 | Yêu không dễ         | Hoàng Quân     | Nguyễn Minh Cao          | SCTV14 |       |
| 2014 | Sau ánh hoàng hôn    | Hoàng Nam      | Xuân Cường               | THVL1  |       |
| 2014 | Vũ điệu sống         | Bảo An         | Nguyễn Hoàng Trung       | SCTV14 |       |
| 2015 | Thề không gục ngã    | Khắc Kiệt      | Nguyễn Minh Cao          | HTV7   |       |
| 2015 | Kẻ thù giấu mặt      | Minh Khang     | Nguyễn Phương Điền       | THVL1  |       |
| 2016 | Nguyệt thực          | Hoàng          | Nguyễn Trọng Hải         | VTV3   |       |
| 2016 | Hồn lụa              | Bằng Tùng      | Lê Văn Thảo              | SCTV14 |       |
| 2016 | Ánh sáng thiên đường | Trọng Lưu      | Nguyễn Quang Minh        | HTV7   |       |
| 2017 | Mặt nạ tình yêu      | Minh Trung     | Nguyễn Phương Điền       | THVL1  |       |
| 2018 | Con gái bố già       | Dương Dũng     | Nguyễn Phương Điền       | THVL1  |       |
| 2019 | Oan trái nghĩa tình  | Chánh Tâm      | Hồ Ngọc Xum              | SCTV14 |       |
| 2020 | Lời nguyền lúc 0 giờ | Quân Bảo       | Quách Khoa Nam           | THVL1  |       |
| 2021 | Canh bạc tình yêu    | Duy Khiêm      | Trương Dũng              | THVL1  |       |
| 2022 | Mẹ rơm               | Hào            | Nguyễn Phương Điền       | VTV1   |       |

### Phim điện ảnh
| Năm  | Tựa Phim           | Vai diễn         | Đạo diễn        | Nguồn |
| ---- | ------------------ | ---------------- | --------------- | ----- |
| 2013 | Nhà có 5 nàng tiên | Thắng            | Trần Ngọc Giàu  |       |
| 2014 | Hai lúa            | khách mời        | Lê Quang Hưng   |       |
| 2017 | Nàng tiên có 5 nhà | Vị đại gia thứ 5 | Trần Ngọc Giàu  |       |
| 2018 | Lộ mặt             | Phong            | Vĩnh Thuyên Kim |       |
| 2019 | Hợp đồng bán mình  |                  | Trần Ngọc Phong |       |
| 2025 | Phơi sáng          | Ngô Duy          | Xuân Cường      |       |

## Giải thưởng
| Năm  | Giải thưởng   | Hạng mục                              | Tác phẩm          | Kết quả   | Nguồn       |
| ---- | ------------- | ------------------------------------- | ----------------- | --------- | ----------- |
| 2011 | Giải Mai Vàng | Nam diễn viên truyền hình             | Ở rể              | Đề cử     | [ 5 ] [ 6 ] |
| 2014 | HTV Awards    | Nam diễn viên phụ được yêu thích nhất | Mật mã chuông gió | Đoạt giải | [ 7 ]       |
| 2018 | Giải Mai Vàng | Nam diễn viên truyền hình             | Con gái bố già    | Đề cử     | [ 8 ]       |